# Скандинавский колониализм
Скандинавский колониализм — совокупность проявления притязаний Исландией, Норвегией, Швецией и Данией на ряд заморских территорий, а также попытки их колонизации в IX—XX веках.

## Колониальные притязания

### Исландия
По мнению ряда исследователей, первые попытки колонизации Америки произвели викинги — выходцы с территории современной Норвегии. Приблизительно в 1000 году скандинавский мореплаватель Лейф Эрикссон, принявший христианство в качестве официальной религии Исландии, держа курс на Гренландию, попал в шторм, в результате чего его корабль пристал к берегам Северной Америки. Он основал ряд населённых пунктов в нынешней провинции Ньюфаундленд и Лабрадор, входящей в состав Канады, а также штата Мэн в составе США. Отец же Лейфа Эрикссона Эрик Рыжий вошёл в число одних из первых колонизаторов Гренландии. Таким образом, Исландию можно отнести к первому государству, начавшему процесс колонизации Северной Америки, в том числе и Гренландии.

### Норвегия

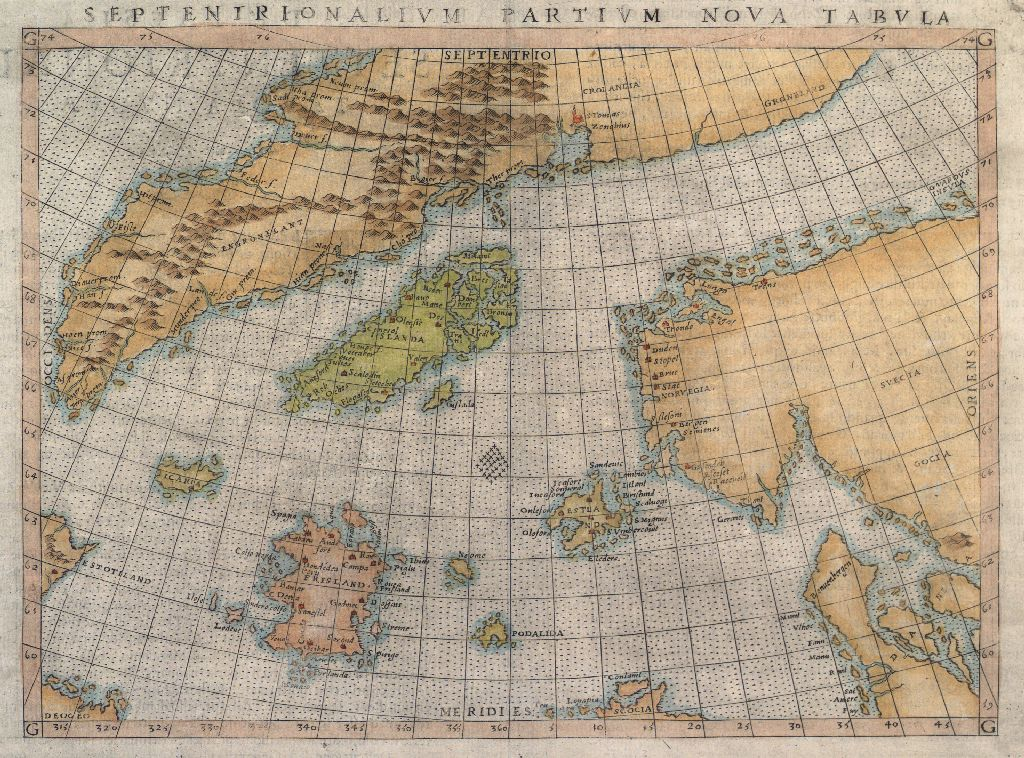
Норвегия и Гренландия на карте 1599 года выпуска

Колониальные притязания Норвегии проявлялись в основном на территории Гренландии, а также других землях, попытки колонизировать которые предпринимали викинги. В Северной Америке шла торговля пушниной, лесом и продовольствием норвежцев, прибывавших туда на кораблях мореплавателей, с индейцами.

### Швеция
Колонии Швеции, располагавшиеся в Северной Америке и в Африке, впоследствии были утрачены в результате восстаний местного населения, а также приобретения их иностранными государствами. Попытки колонизации Северной Америки Швецией не увенчались успехом, однако шведы оказали огромное влияние на политическое, культурное и экономическое развитие своих заморских территорий, в том числе Кристиансборга и Фредериксборга) (1652—1658), Батенстейна (1649—1656), Витзена (1653—1658) и Каролусберга (1650—1663), находившиеся в Африке, а также Гваделупы (1813—1814), Сен-Бартелеми (1784—1878), Новой Швеции (1638—1655), и Тобаго (1733). К примеру, благодаря культивированию табака на территории Новой Швеции, в настоящее время входящей в состав штата Делавэр, был обеспечен быстрый экономический рост колонии.

### Дания

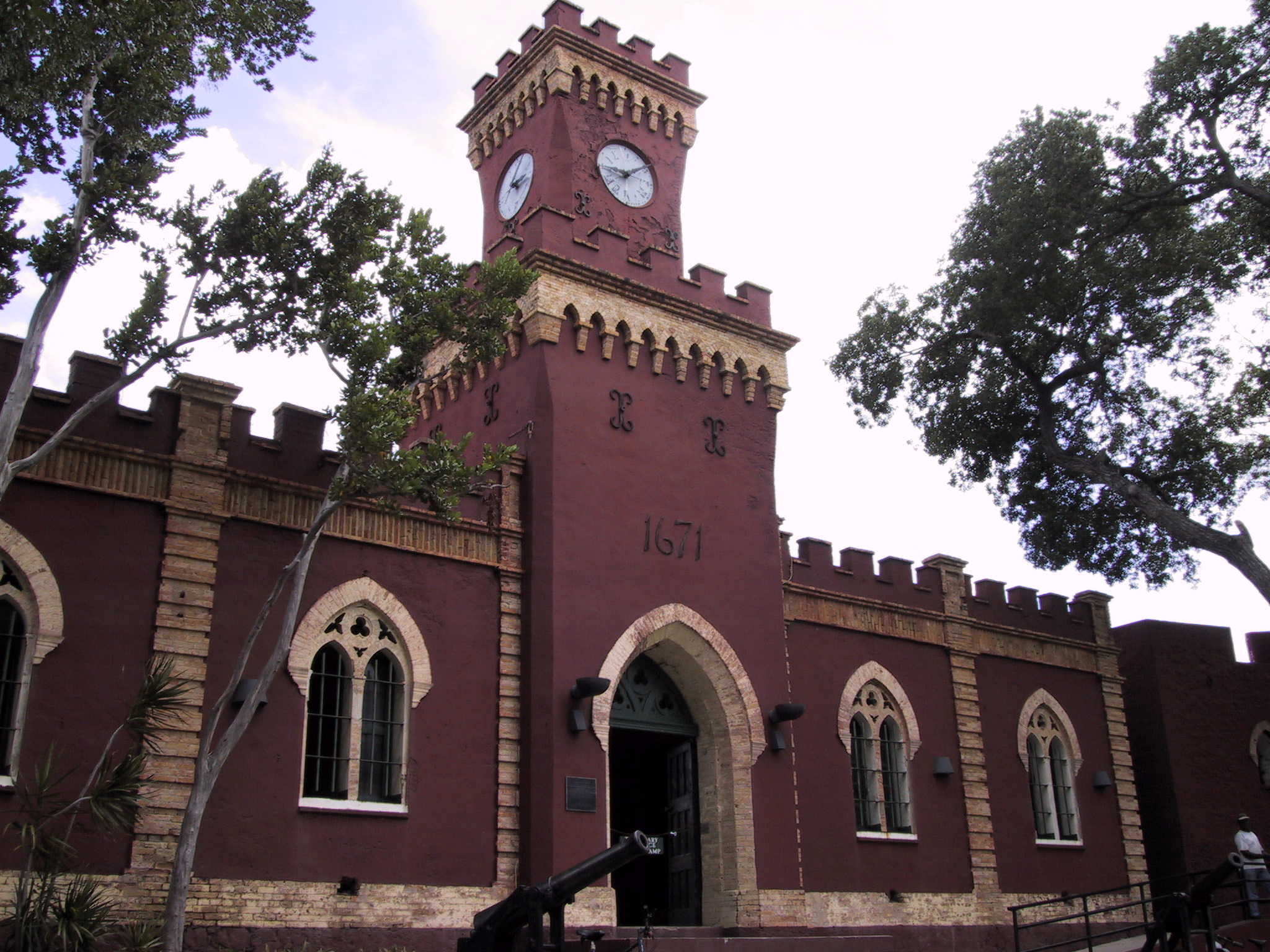
Форт Кристиан (вторая половина XVII века), располагавшийся на территории Датской Вест-Индии

Количество заморских земель, находившихся в ведении Дании и располагавшихся на территории Африки, Северной Америки, Америки и островах Атлантического океана, превышало численность колонии иных скандинавских государств. В период Средневековья колонизации подверглись не только острова Атлантического океана, но и Фареры (статус колонии им был предоставлен после образования Датско-норвежской унии), а также Гренландия. В XVII веке датчане основали ряд колоний на побережье Гвинейского залива и Индии, однако во второй половине XIX века они были проданы Великобритании. 17 января 1917 года Дания продала свои владения в составе Виргинских островов Соединённым Штатам Америки за 25 миллионов долларов (87 миллионов датских крон), что равнялось полугодовому бюджету датского государства. В 1948 году Фарерским островам, а затем и Гренландии в 1979 году Данией была предоставлена автономия, в результате чего они вошли в состав новообразованного Королевства Дании.

## Исследования
Ряд университетов (к примеру, Тихоокеанский Лютеранский университет), расположенных в США, занимается вопросами, так или иначе имеющими отношение к колониализму скандинавских государств.